# Каменная овсянка
Каменная овсянка, или скальная овсянка, (лат. Emberiza buchanani) — птица из семейства овсянковых.

## Описание

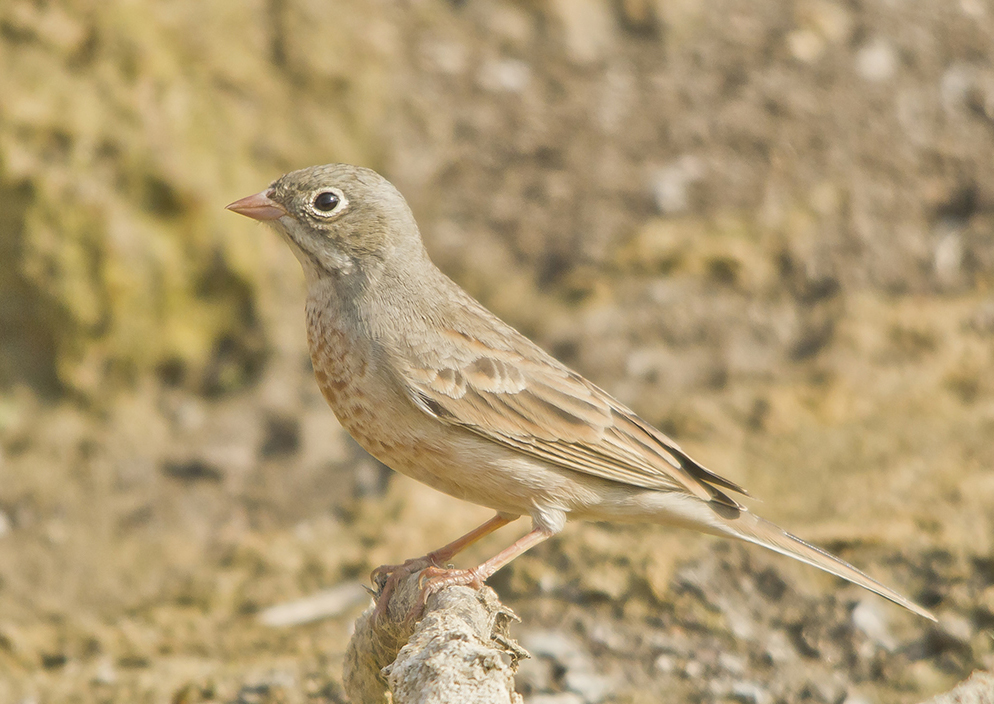
Взрослая птица

В целом похожа на садовую овсянку, но немного меньше её, обладает более длинным хвостом, отсутствуют зеленоватые и желтоватые т она в окраске оперения. Длина тела самцов около 17,5 мм, самок — около 17,3 см; размах крыла у самцов примерно 27,3 см, самок около 26,3 см. Длина крыла у самцов 82—89 мм, в среднем 86 мм, у самок 79—84 мм, в среднем 81,5 мм. Вес самцов 21— 22 г, самок 17—20 г.
Окраска взрослого самца: верхняя часть головы и шеи серого цвета, с едва различимыми более темными наствольями перьев. Щеки буровато-серые. Спина, поясница и надхвостье с серовато-бурым опереньем с темными узкими продольными пестринами на спине. Уздечка, горло и верхняя часть зоба грязно-беловатые с серым налетом по бокам зоба. Сам зоб, грудь, брюхо и подхвостье блеклого ржавчато-бурого окраса, более ярко окрашены на зобе и груди и постепенно бледнеющие к подхвостью. Малые кроющие перья крыла буровато-серые, средние и большие кроющие, а также маховые и рулевые перья — тёмно-бурые; две крайних пары рулевых имеют большие белые пятна. Клюв и ноги красноватые. Радужина бурого цвета. Взрослый самец в свежем опереньи отличается тем, что перья спинной стороны, крыла и хвоста имеют широкие ржавчато-рыжими окаймления, а перья брюшной стороны несут с охристо-беловатые широкие окаймления.
Взрослая самка сходна в окраске оперения с самцом, отличается от него более бледным и тусклым общим тоном.
Молодые птицы уже имеют красноватую окраску клюва.

## Ареал и места обитания
Встречается в Афганистане, Армении, Азербайджане, Бутане, Непале, Китае, Гонконге, Индии, Иране, Израиле, Казахстане, Монголии, Омане, Пакистане, России (восток Кавказа), Сирии, Таджикистане, Турции, Туркменистане и Узбекистане.
Зимуют в некоторых частях Африки, Западной Азии, крайнем юге Южной Азии, на Шри-Ланке.
На Украине, на острове Змеином (северо-западная часть Чёрного моря) 25 мая 1983 года был добыт один самец.
Населяет сухие предгорья и низкогорья с кустарниками, каменистыми россыпями и выходами скал; скалистые ущелья и горные склоны, поросшие низкой травой и кустарником, предпочитает селиться недалеко от воды. Поднимается на высоты до 2000—2700 метров. Во время пролета может встречаться в садах, огородах, на пустырях, и на полях.

## Биология

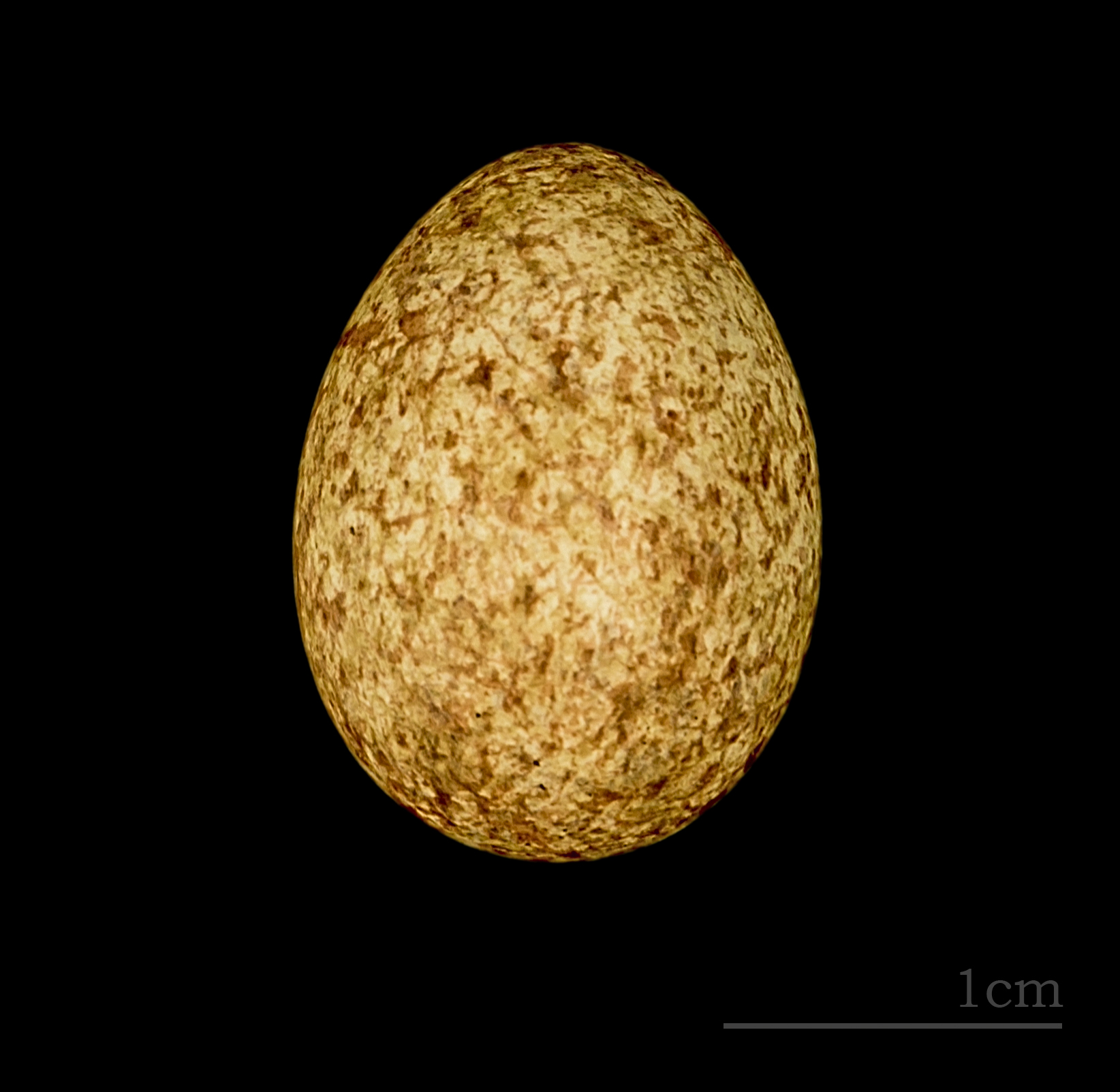
Яйцо

Гнездящаяся перелетная птица. Весной появляется на местах гнездовий в начале апреля до начала мая. Гнездится отдельными парами. Гнездо птицы строят на земле под травой. Оно вьется из стеблей сухой травы, выстилается травой и некоторым количеством конского волоса. В кладке 4-5 яиц. Кладка появляется в конце мая — июне. Птенцы оперяется в конце июня — июле. Двойное гнездование не доказано, но является весьма вероятным. Осенняя миграция начинается рано, в начале августа. В южных районах мигрируют небольшими стаями по 10-20 птиц с середины августа до середины сентября.
Одна полная линька в году: в конце лета — в начале осени, у молодых птиц — в конце лета неполная линька.